# Sphedamnocarpus dubardii
Sphedamnocarpus dubardii là một loài thực vật có hoa trong họ Malpighiaceae. Loài này được R. Vig. & Humbert ex Arènes miêu tả khoa học đầu tiên năm 1943.